# Edward Winter (Schauspieler)
Edward Dean Winter (auch Ed Winter; * 3. Juni 1937 in Ventura, Kalifornien; † 8. März 2001 in Woodland Hills, Los Angeles, Kalifornien) war ein US-amerikanischer Schauspieler.

## Leben und Wirken
Seine Karriere begann er 1962 als Theaterschauspieler mit dem San Francisco Actors Workshop, bevor er nach New York ging, wo er 1967 als bester Nebendarsteller (Rolle „Herr Ludwig“) in Cabaret für den Tony Award nominiert wurde. 1969 wurde er für die Rolle „J.D. Sheldrake“ in Promises, Promises für einen weiteren Tony nominiert.
Edward „Ed“ Winter spielte im Laufe seiner Leinwand-Karriere vor allem Gast- und Nebenrollen in zahlreichen amerikanischen TV-Serien, darunter zum Beispiel Golden Girls, Vier mal Herman oder Cagney & Lacey. Seine bekannteste Rolle war die des paranoiden Colonel Sam Flagg in der Comedy-Serie M*A*S*H, obwohl er in nur sieben Folgen (davon einmal unter dem Namen Captain Halloran) in Erscheinung trat und einmal im Spin-off After MASH zu sehen war.
Winter starb im März 2001 63-jährig an den Folgen seiner Parkinson-Krankheit.

## Filmografie (Auswahl)
- 1973: The New Perry Mason (Fernsehserie, 1 Folge)
- 1975, 1977: Barnaby Jones (Fernsehserie, 2 Folgen)
- 1980: Der Scarlett-O’Hara-Krieg (The Scarlett O'Hara War)
- 1980: Jahreszeiten einer Ehe (A Change of Seasons)
- 1983: Hart aber herzlich (Hart to Hart, Fernsehserie, Folge Schnüffeleien)
- 1983: Porky’s 2 – Der Tag danach (Porky's II: The Next Day)
- 1984: Trio mit vier Fäusten (Riptide, Fernsehserie, Folge Ein Onkel in Amerika)
- 1984: Biete Mutter – suche Vater (The Buddy System)
- 1985: Das A-Team (Staffel 3, Folge 18 Roulette auf Rädern)
- 1987: Karriere mit links (From the hip)
- 1990: Columbo: Ruhe sanft, Mrs. Columbo (Rest in Peace, Mrs. Columbo)